# Onto-théologie
L’onto-théologie est la partie de la métaphysique qui lie la théologie à la définition de ce qui existe indépendamment de toute expérience. Utilisé pour la première fois par Kant (Critique de la raison pure, A632/B660), ce terme désigne une forme spéculative qui vise à déduire l'existence de Dieu de son concept. Il devient chez Martin Heidegger la loi interne et historiale de l'être, et ceci depuis l'origine de la métaphysique. L'onto-théologie devient ainsi caractéristique du nihilisme métaphysique, c'est-à-dire de l'oubli de l'être, selon Heidegger.  
Au Moyen-âge, pour Duns Scot, la métaphysique est présentée comme une science qui a pour objet commun l'étant et pour objet éminent Dieu. Mais l'onto-théologie est surtout connue aujourd'hui comme un concept d'histoire de la philosophie réinterprété en 1957 par Martin Heidegger dans la deuxième partie d'Identität und Differenz. Cette notion a particulièrement été étudiée par des historiens de la philosophie tels que Pierre Aubenque, Jean-François Courtine ou encore Jean-Luc Marion.
En 1957, Heidegger prononce une conférence intitulée Constitution onto-théologique de la métaphysique dans laquelle « il fait ressortir le fait que toute métaphysique s'enquiert de  la totalité des étants (dans leur être) et sous celui hiérarchique de l'ordre qui en détermine la raison » (c'est-à-dire Dieu, la cause première ou la causa sui, constituant l'étant suprême), même dans le cas où elle tourne formellement le dos à la théologie. Heidegger parle à propos de cette structure onto-théologique d'un trait « destinal » de toute pensée métaphysique.
L'orthographe de cette expression est variable. Certains auteurs l'écrivent en un seul mot tandis que d'autres préfèrent employer des traits d'union ("onto-théologie" ou encore "onto-théo-logie").

## Définition
Kant définit l’onto-théologie comme cette théologie rationnelle transcendantale qui croit connaître l’existence de l’être originel par simples concepts, sans recours à l’expérience.
L'onto-théologie hégélienne prétend détenir la finalité du progrès scientifico-technique qui ne s'était pas encore autonomisé, ni accéléré.
Avec Heidegger dans une tout autre perspective, l'onto-théologie devient le constat d'une dualité structurelle de la métaphysique eu égard à sa double façon d’interroger l’étant,. Tout au long de l'histoire de la métaphysique occidentale l'être se comprend comme ce qu'il y a de plus commun et comme ce qu'il y a de plus éminent le plus souvent assimilé au divin. Toute question relative au sens du mot être bifurque immédiatement vers l'exposé de cette dualité.
À l'opposé, dans une dernière tentative de retour à la vieille problématique de l'articulation de la philosophie avec la théologie Jean-François Courtine signale l' Analogia entis du théologien allemand Erich Przywara. 
« Nous cherchons l'être, mais nous disons l'étant ; et comme l'étant est multiple, peut être même infini, tant paraissent innombrables ses manifestations, nous exhibons au lieu et place de l'être un « Étant » que nous tenons pour primordial et fondamental » écrit Pierre Aubenque.
Guillaume Badoual voit dans la représentation de l'étant en totalité (la totalité de ce qui est) qui nous est familière, l'origine de cette structure duelle qui masque ce qui fait le fond de toute métaphysique à savoir : le « mouvement de venue » de tout ce qui est que les penseurs grecs ont nommé « être » ou « phusis »